# Arlequina
Arlequina (Harley Quinn, original em Inglês), cujo nome original é Harleen Frances Quinzel, é uma personagem fictícia da DC Comics que geralmente aparece como inimiga do super-herói Batman no Universo DC. Ela foi criada por Paul Dini e Bruce Timm para a série animada de televisão Batman: A Série Animada, aparecendo pela primeira vez no episódio "Joker's Favor" ("Um Favor para o Coringa"), que foi ao ar em setembro de 1992. Apesar de a intenção original de Dini e Timm ter sido para que Arlequina aparecesse apenas naquele episódio específico, a reação positiva do público e da crítica foi tanta, que eles a incluíram em diversos outros episódios de Batman: A Série Animada, culminando com a transição de Arlequina para os quadrinhos em setembro de 1993 e sua inclusão no Universo DC em 1999, com o quadrinho Batman: Harley Quinn. Ela é descrita como uma anti-heroína, hoje pertence à
trindade das mais icônicas personagens femininas do universo de Gotham City, ao lado de Mulher Gato e Hera Venenosa. O trio já formou uma gangue nos quadrinhos conhecida como Gotham City Sirens (Sereias de Gotham), que teve uma série em quadrinhos com 26 edições (2009-2011).
A origem de Arlequina é contada no quadrinho "Mad Love" ("Louco Amor"), de fevereiro de 1994, vencedor do Prêmio Eisner. Seu nome foi baseado no arlequim, com a intenção de ser um trocadilho ao seu nome original, Harleen Quinzel.  Arlequina é frequentemente cúmplice e companheira amorosa do vilão Coringa, o qual ela conheceu enquanto trabalhava como psicóloga no Asilo Arkham, onde o Coringa era paciente. E conta também no filme Esquadrão Suicida e Aves de Rapina.
O reboot da Arlequina a partir de Os Novos 52, garantiu-lhe uma série própria, longe das histórias do Batman e do Coringa. A partir de Os Novos 52, Arlequina foi retratada como uma anti-heroína, agindo como justiceira ao invés de criminosa,  O sucesso garantiu a renovação da série no DC Rebirth, com a primeira edição de Harley Quinn Rebirth #1 (agosto de 2016), vendendo 400,000 mil cópias. Para os analistas, as altas vendas foram influenciadas pelo marketing pesado do filme Esquadrão Suicida.
A personagem foi originalmente interpretada por Arleen Sorkin em Batman: A Série Animada e em diversos outros desenhos e filmes animados da DC, apesar de também ter sido interpretada por Tara Strong e Hynden Walch. A primeira atriz a interpreta-lá foi Mia Sara, na série de televisão Birds of Prey. Arlequina estreou nos cinemas em 2016, no filme Esquadrão Suicida, sendo interpretada pela atriz Margot Robbie. A IGN a classificou em #45 na sua lista dos "100 Maiores Vilões dos Comics de Todos os Tempos". Ela foi classificada como a maior vilã dos últimos anos #16, na lista da Comics Buyer's Guide de "100 mulheres mais sexy em quadrinhos".

## História

### Criação e desenvolvimento
Arlequina foi criada por Paul Dini e Bruce Timm para a série animada de televisão Batman: A Série Animada, aparecendo pela primeira vez no episódio 22, intitulado "Joker's Favor" ("Um Favor para o Coringa"), que foi ao ar em 11 de setembro de 1992. A intenção original foi que Arlequina aparecesse apenas naquele episódio específico, para ajudar o Coringa com seu plano: alguém precisaria saltar de dentro do bolo para sequestrar os policiais. Dini, então, criou uma ajudante feminina para o Coringa. Dini teve como inspiração a personagem da atriz Arleen Sorkin da novela Days of Our Lives, que uma vez apareceu na novela usando uma fantasia de bobo da corte. Sendo amigo da atriz desde a faculdade, Dini incorporou aspectos da personalidade de Sorkin à Arlequina. A reação positiva do público e da crítica foi tanta, que Dini e Bruce Timm a incluíram em diversos outros episódios de Batman: A Série Animada. Em suas primeiras aparições, ela foi retratada como uma personagem completamente dedicada ao Coringa, totalmente alheia à sua natureza psicótica e óbvia falta de afeição por ela; essa caracterização permaneceu mais ou menos consistente ao longo de suas aparições posteriores.

### Transição para os quadrinhos

#### Origem
"Bruce e eu [...] estávamos conversando sobre e se houvesse algum tipo de surpresa na origem dela? E se ela não for apenas uma capanga? Tivemos a ideia de que ela era doutora no Asilo Arkham e o Coringa entrou na cabeça dela e a convenceu a ser sua seguidora. ...Então pensamos, e se Harley estiver no papel da namorada sofredora?"

Paul Dini sobre a criação de Mad Love
Em fevereiro de 1994, o one-shot The Batman Adventures: Mad Love que reconta a história de origem de Arlequina foi lançado. Escrita por Dini e desenhada por Timm, a história marca a primeira colaboração dos dois em quadrinhos. Mad Love apresenta Arlequina como uma ex-psicóloga chamada Harleen Quinzel que se apaixonou pelo Coringa durante seu estágio no Asilo Arkham de Gotham City e detalha sua transformação na vilã cúmplice dele, bem como a falta de respeito de Coringa por Harley. Amplamente considerada a origem definitiva da personagem, Mad Love adicionou dimensões à personagem, com Dini apresentando as motivações de Arlequina, bem como estabelecendo-a como uma figura trágica e simpática. A história recebeu muitos elogios e ganhou os prêmios Eisner e Harvey de Melhor Edição Individual no mesmo ano e mais tarde foi adaptada para um episódio de mesmo nome em The New Batman Adventures em 1999. No Brasil, The Batman Adventures era traduzida como Batman: O Desenho da TV, sendo a publicada pela Abril Jovem. Mad Love foi publicada no Brasil pela primeira em duas edições em formatinho em 1995. Em 2002 foi republicada pela Opera Graphica no formato 16 x 23 cm e em preto e branco.
Mad Love estabelece que seu nome completo é Harleen Frances Quinzel. "Harleen Frances" foi tirado do nome e nome do meio de Sorkin, Arleen Frances, enquanto "Quinzel" veio de um dos instrutores de Dini na Emerson College, cujo sobrenome era Quenzel.

"Tango with Evil", de Alex Ross, capa da de Batman: Harley Quinn. Amplamente descrita como icônica, a obra retrata Arlequina dançando com um Coringa vestido de smoking e mais tarde foi recriada no filme Esquadrão Suicida, de 2016.

#### Introdução ao Universo DC
O sucesso e a popularidade de Arlequina em Batman: A Série Animada foi tanto, que a DC Comics a incluiu nas histórias em quadrinhos de Batman. A primeira vez que Arlequina foi retratada nos quadrinhos foi em setembro de 1993, na edição número 12 de The Batman Adventures (Batman - O Desenho da TV). Sua inclusão oficial no Universo DC foi em Batman: Harley Quinn, lançada em outubro de 1999, embora já tivesse aparecido nos Elseworlds Batman: Thrillkiller e Batman: Thrillkiller '62 em 1997. Entretanto, assim como as histórias em quadrinhos do Coringa, as de Arlequina são mais psicóticas e com menos humor excêntrico do que as da série animada. Apesar de seu comportamento visivelmente mais violento, Harley mostra misericórdia e compaixão de tempos em tempos; ela nomeadamente pára Hera Venenosa de matar Batman, e convencê-la a deixar o herói pendurado amarrado e amordaçado em uma grande estátua. Batman é posteriormente desatado por Batgirl. Enquanto a versão da personagem nos romances gráficos ela ainda está ligada romanticamente com o Coringa, um desenvolvimento mais recente tem Arlequina também envolvida romanticamente com a Hera Venenosa.
Uma série da Arlequina foi publicada mensalmente pela DC Comics durante 38 edições, entre 2001 e 2003. Entre os criadores do título estão Karl Kesel, Terry Dodson, A.J. Lieberman e Mike Huddleston. A série termina com  Arlequina retornando por conta própria ao Asilo Arkham. Ela então aparece na série Batman:Hush, de Jeph Loeb. Reaparece na edição de Villains United como um dos principais vilões que escapam de Arkham, porém perde a consciência durante a fuga. É brevemente mencionada em Detective Comics #823, voltando a aparecer em Batman #663 (onde ajuda o plano do Coringa a matar seus capangas, sem perceber que é uma armadilha onde é a verdadeira vítima; quando descobre ser o alvo,  Arlequina dá um tiro no ombro de Coringa).
Reapareceu como coprotagonista em "Gotham City Sirens", ao lado da Mulher Gato e de Hera Venenosa; na série mensal, as três decidem dividir um esconderijo. Elas têm uma série de bons momentos juntas, até que Harley decide ir sozinha ao Asilo Arkham para matar o Coringa - porém, ele rapidamente a convence a voltar para o lado dele, iniciando uma rebelião e traindo suas companheiras. Harley e Coringa são eventualmente derrotados por Batman e Mulher-Gato e Harley a veem pela última vez sendo levado para longe, enquanto amarrado em uma camisa de força e focinho. Pouco depois, Hera vai na cela Harley e tenta matá-la por sua traição, mas em vez disso oferece libertá-la se ela ajuda a matar Mulher-Gato, que tinha deixado suas duas companheiras em Arkham. Harley concorda, e as duas atraem Mulher-Gato em uma armadilha. Durante a luta que se seguiu, Mulher-Gato diz que ela bondade nelas e só queria ajudar. Assim quando Batman está prestes a prendê-las, Mulher-Gato ajuda as duas escapar.

#### Os Novos 52
Após o reboot da DC Comics (com "Os Novos 52"),  Arlequina aparece como uma das protagonistas da revista mensal "Suicide Squad" para que ela seja mais relevante dentro das HQs da DC devido à sua popularidade, na nova cronologia Harley tem sua origem semelhante a do Coringa, onde depois da primeira fuga do Arkhan é jogada em um tonel de substâncias químicas que o supostamente transformou em Coringa, pelo próprio, dando a ela um aspecto semelhante ao dele (pele branca e cabelos coloridos), publicada no Brasil como "Esquadrão Suicida & Aves de Rapina".
Depois de uma briga com o Coringa, ela entra em um frenesi assassino, contra as pessoas responsáveis pela prisão do Coringa. Capturada por Canário Negro, ela é forçosamente introduzido no Esquadrão Suicida por Amanda Waller. No entanto, quando ela descobre que o Coringa pode estar morto, isto enlouquece ainda mais sua mente já confusa, e ela trai o Esquadrão Suicida, colocando sua segurança e sigilo em risco, entrando no Departamento de Polícia de Gotham em uma trama para ganhar acesso à face da pele do Coringa. Seu plano aparentemente compensa, e ela consegue recuperar o rosto, embora em mais um episódio psicótico, Harley captura, amarra Pistoleiro e coloca o rosto do Coringa no rosto de Pistoleiro, para que ela possa "conversar" com seu amante morto. Pistoleiro atrai Harley para perto, atirando e ferindo gravemente ela durante a conversa. Após o Coringa regressar a Gotham no arco "Batman: A Death of the Family", ele á obriga disfarçar-se em seu velho traje de Chapeuzinho Vermelho e enganar Batman em ir para a fábrica de produtos químicos onde se conheceram. Batman, em seguida, cai em um tanque e exige Harley para lhe dizer onde Coringa está. Mas ela só responde, em lágrimas, que ele não é mais o Coringa que ela havia se apaixonado.

Harley Quinn #7, em Os Novos 52, agosto de 2014. Na capa, Arlequina e Hera Venenosa.

Em 16 de Julho de 2013, a DC anunciou que uma nova série de quadrinhos em curso, Harley Quinn, que começou a publicação em novembro de 2013, co-escrita por Amanda Conner e seu marido Jimmy Palmiotti, capa ilustrada por Conner e ilustrações por Chad Hardin. A série tem nomeadamente distanciado-se das publicações da "Família Batman" tanto em tom e premissa, com a Harley não tendo qualquer conexão significativa para Batman ou o Coringa na sequência do enredo de "Death of the Family". Na série, Arlequina tornou-se uma senhoria em Coney Island, é uma membro a tempo parcial de uma equipe de roller derby e voltou ao trabalho psiquiátrico com seu nome real, indicando que a verdadeira identidade de Harley não é do conhecimento público no novo status quo.
Sob a escrita de Conner e Palmiotti, Harley foi reinventada como um anti-heroína, que valoriza a vida humana e ativamente tenta melhorar a vida no seu bairro. Entre as edições de #11 e  #13, Harley formou uma breve parceria com uma amnésica Poderosa e lutou contra o Rei Relógio e Mestre dos Esportes antes da memória de Poderosa ser restaurada e ela deixou Harley no topo da Torre Eiffel, como punição por tê-la enganado. Harley tenta coagir uma ligação romântica com seu inquilino Mason, mas foi incapaz de namorarem devido ao grande número de responsabilidades em sua vida, equilibrando seus dois trabalhos com sua equipe de roller derby e sua carreira como uma combatente do crime. Com o apoio de sua companheira, Hera Venenosa, Harley fez as pazes com Mason e utiliza a internet para recrutar outras jovens mulheres fortes, em uma equipe de combate ao crime que ela está se formando. Esta equipe, compostas de mulheres de várias origens étnicas e um homem gay chamado Harvey Quinn, eles lutam contra Capitão Horatio, um capitão do mar que quer ganhar força sobre-humana após a ingestão de plantas marinhas viciantes, em uma homenagem ao Popeye. Harley concorda em ajudar uma mulher cuja filha foi sequestrada por uma gangue em Hollywood.
Harley Quinn tem apresentado alguns especiais independentes que não estão diretamente ligados à série principal e apresentam vários artistas. No spin-off anual, Harley voltou brevemente a Gotham para salvar Hera Venenosa, que está no Asilo Arkham submetida a uma lavagem cerebral para criar um patógeno alucinógeno. No especial de Dia dos Namorados, Harley voltou a Gotham após ganhar um encontro prêmio com Bruce Wayne (que sem o conhecimento dela é Batman) e encontra-se lutando contra um chantagista vilão dos direitos dos animais que virou super. Ela compartilha um breve momento íntimo com Bruce Wayne. Em Coney Island, Batman informa Harley que, enquanto ele ainda desconfia dela, ele a admira tentativa de heroísmo e promete não interferir. Harley beija Batman e diz-lhe para obter "lições" de beijos Bruce Wayne, ao qual Batman sorri em particular.
Em Futures End, uma série definida cinco anos no futuro, Harley vai para Bahamas em uma tentativa de economizar dinheiro em passagens aéreas. O avião que a transportava falha sobre o oceano durante o voo através de uma tempestade e Harley é levada para cima das costas de uma ilha habitada por uma tribo. A tribo rapidamente declara ela uma deusa e está determinado a casa-la com seu deus-rei que acaba por ser o Coringa. Depois de uma briga e a reconciliação, Harley descobre que o Coringa foi viver na ilha como um deus e fazendo com que os habitantes se vestem como vários super-heróis e segui-los, enquanto brinca com eles. Ela é inicialmente animada com o casamento pendente até que ela descobre que os dois serão sacrificados ao vulcão da ilha quando a cerimônia de casamento terminar.
Uma série spin-off intitulada "Harley Quinn e Power Girl" foi lançada em junho de 2015. A série é definida entre as seis primeiras edições e ocorre enquanto Harley convenceu a amnésica Poderosa a virar um duo de combate ao crime. A história segue as duas quando são enviadas a uma parte do espaço profundo conhecida como La Galaxia Del Sombrero durante os eventos invisíveis mencionados no Harley Quinn #12 e, em seguida, narra sua jornada para retornar à Terra.

Arte presente na primeira edição de Harley Quinn #1 no selo DC Rebirth (agosto de 2016), continuação da sua série de 2013.

#### DC Renascimento
No DC Rebirth, a mesma história de Os Novos 52 é recriada. Desta vez, Arlequina gerencia uma propriedade que inclui um show de teatro e freak em Staten Island. Além disso, ela tem dezenas de animais de estimação, uma gangue de subordinados conhecida como sua "Gangue de Harleys." E ela também é responsável por um museu de cera. No primeiro arco de histórias de Harley Quinn Rebirth, ela tem que combater uma epidemia de zumbis e recebe ajuda de "Red Tool", paródia com Deadpool da Marvel. A história apresenta uma distinção que Harley é obrigada a ser o adulto responsável por uma vez.
Harley Quinn também possui outro título com participação mensal na fase renascimento,Esquadrão Suicida, nesse ela é uma prisioneira da penitenciaria Belle Reve, nesse título ela continua uma anti-heroína, e apesar de por algum tempo manter o relacionamento com o Coringa muito forte e intenso, assim como nos novos 52 continua mais forte e independente em relação ao Coringa, mas seguindo a tendência do universo Rebirth de restaurar as personalidades clássicas, ostenta uma personalidade mais próxima da original, impulsiva, imprevisível, com humor constante, usa a marreta e a pistola de forma mais inconsequente e violenta causando várias mortes em missões sob o comando de Amanda Waller. Harley Quinn torna-se líder do Esquadrão Suicida na edição 20, após a aparente morte de Rick Flag. Os membros da equipe sob a liderança da Harley incluem Capitão Bumerangue, Pistoleiro, Magia, Katana e Crocodilo.

### Controvérsias
A capa da primeira edição do título Esquadrão Suicida dos Novos 52 gerou polêmica por sua representação sexual de Harley Quinn. Isso também fez com que alguns fãs da personagem enviassem cartas de ódio e ameaças pessoais a Adam Glass.
Em setembro de 2013, a DC Comics anunciou um concurso para fãs e artistas, "Break into comics with Harley Quinn!", em que os concorrentes tinham que desenhar Arlequina em quatro diferentes cenários de suicídio. Esta competição atraiu controvérsia, não somente porque foi anunciada perto da semana americana de prevenção do suicídio, mas porque alguns artistas não gostaram do retrato sexualizado de Arlequina no quarto cenário, em que ela tinha que cometer suicidio enquanto despida numa banheira.

## Interesses amorosos
Arlequina teve vários interesses amorosos, sendo os mais notáveis o Coringa e a Hera Venenosa. Outros interesses amorosos incluem Mason Macabre, personagem criado por Conner e Palmiotti. Kesel planejava tornar o Plastic Man um interesse amoroso para Arlequina, mas isso não foi aprovado pela DC.

## Outras mídias

### Filmes

#### Batman and Harley Quinn
Harley Quinn aparece como o protagonista principal em Batman and Harley Quinn, interpretada por Melissa Rauch.

#### Ready Player One
A versão Batman: Arkham de Harley faz uma aparição especial no filme Ready Player One de 2018.

### Televisão

#### Arrow
A aparição da  Arlequina na verdade foi um enorme easter-egg da série, com a personagem sendo interpretada por Cassidy Alexa e sendo interpretada por Tara Strong, a mesma voz utilizada pela personagem na série de jogos Batman: Arkham. No episódio "Suicide Squad", a personagem foi listada simplesmente como uma "fêmea desajustada no Esquadrão". A personagem possui apenas uma fala (Vocês queridinhos precisam se consultar? Sou uma terapeuta treinada). O astro da série, Stephen Amell revelou em uma entrevista que ela estava originalmente programada para aparecer no episódio final da segunda temporada "Unthinkable", mas foi cortada devido ao tempo. O produtor do programa, Andrew Kreisberg, revelou que havia planos para o personagem aparecer, mas a atriz da série Willa Holland afirmou que eles foram demitidos devido ao filme Esquadrão Suicida.

#### Harley Quinn
Em 2017, foi relatado pela primeira vez que a Warner Bros. Animation encomendou 26 episódios de meia hora de uma série animada da Harley Quinn voltada para adultos para seu novo serviço de streaming, o DC Universe. A série mostra Harley enquanto ela "tenta fazê-la sozinha como a rainha do crime de Gotham City", e sair da sombra do Coringa. Quinn será acompanhada por Hera Venenosa (Poison Ivy, no original) na série, bem como vários personagens de seus quadrinhos de Os Novos 52, como Sy Borgman, Bernie e Big Tony. Em junho de 2018, o lançamento da série foi confirmado para 2019. Em 3 de outubro de 2018, foi anunciado que Kaley Cuoco fornecerá a voz para a Arlequina, e Lake Bell dará voz a Hera Venenosa.

#### Injustice 2
Arlequina aparece como um lutadora jogável em Injustice 2, com Tara Strong a retomando seu papel. A história do jogo é recrutada por Batman para ajudar o Arqueiro Verde e a Canário Negro a derrotar a Sociedade. No Slaughter Swamp, ela derrota a Hera Venenosa, Espantalho e o Monstro do Pântano ao superar uma ilusão do Coringa criada pelo gás do medo do Espantalho. Na Gorilla City, ela é capturada pela Sociedade, mas é lançada pelo agente dorminhoco de Batman na Society, Mulher Gato. Os dois são enviados com o Cyborg para libertar Brother Eye do controle de Brainiac, durante o qual ela foi lavada a cabeça por feromônios de Hera Venenosa para combater seus companheiros de equipe e ter estado em estado de choque antes de ser revivido por Cyborg. Depois que o Regime e a Insurgência são forçados a juntar-se, ela pega a Mulher Maravilha tentando matar a Cheetah e a interrompe como é contra as ordens de Batman. Ela é gravemente ferida pela Mulher Maravilha, mas salva por Supergirl. No seu final de um jogador, Arlequina aceita a oferta de Batman para se juntar à Liga da Justiça enquanto ainda atua como a tia de sua filha Lucy Quinzel.

## Recepção
Arlequina foi lida como tendo transtorno de personalidade dependente, bem como mostrando comportamento anti-social tipicamente de vilão. Kate Roddy descreve Arlequina como uma "mulher ambiciosa com uma carreira que desiste de sua autonomia para se tornar uma ajudante abusada", e discute as respostas dos fãs para a personagem.
Chris Sims descreve a abordagem da série animada a mostrando como "uma versão da personagem que está tendo suas aventuras agora", e considera que a escolha como sendo uma parte fundamental da produção da Arlequina. Chris Sims a descreve como o Robin do Coringa.